# Rostislav (corazzata)
La Rostislav fu una corazzata pre-dreadnought della Marina Imperiale Russa, costruita dai cantieri Nikolaev tra il 1894 e il 1900, assegnata alla Flotta del Mar Nero. Inizialmente venne concepita come una piccola e poco costosa corazzata costiera, ma la Marina Russa abbandonò quest'idea in favore di una compatta corazzata per operazioni in alto mare con un dislocamento di 9020 tonnellate. Il design scadente e le pratiche di costruzione utilizzate incrementarono il suo dislocamento finale di circa 1600 tonnellate. La Rostislav fu la prima nave da battagliata del modo ad essere alimentata grazie a derivati del petrolio invece che con il carbone. La sua capacità di combattimento fu compromessa dall'uso di cannoni principali di 254 mm invece di cannoni di 305 mm che erano di fatto lo standard in Russia.
Il varo della nave avvenne nel settembre 1896, ma la mancata consegna dei cannoni principali della nave ritardarono il viaggio inaugurale fino al 1899 e il suo completamento al 1900. Nel maggio 1899 la Rostislav divenne la prima nave della Marina Imperiale ad essere comandata da un membro della dinastia Romanov, il capitano Aleksandr Michajlovič. Dal 1903 al 1912 essa fu la nave ammiraglia del vicecomandante della Flotta del Mar Nero. Durante la Rivoluzione Russa del 1905 il suo equipaggio fu sull'orlo dell'ammutinamento, ma alla fine rimase leale al regime e partecipò attivamente alla soppressione dell'ammutinamento dell'incrociatore Očakov.
La Rostislav prese parte alla Prima guerra mondiale e vi rimase coinvolta fino al collasso della Flotta del Mar Nero agli inizi del 1918. È stata la prima nave russa a sparare ad un obbiettivo terrestre durante la Prima Guerra Mondiale, la prima ad essere colpita da un attacco aereo tedesco e la prima a distruggere un sottomarino, sebbene fosse anch'esso russo. Nell'aprile 1918 i Bolscevichi in fuga abbandonarono la Rostislav a Sebastopoli. Un anno dopo le forze di occupazione britanniche disabilitarono permanentemente i suoi motori. La nave venne usata dall'Armata Bianca come una batteria costiera, poi la autoaffondarono nello stretto di Kerč' nel novembre 1920.

## Descrizione
La Rostislav fu concepita come piattaforma relativamente leggera ed economica ma armata di cannoni da 12 pollici (305 mm). Durante la progettazione questi requisiti furono riconsiderati alla ricerca di un miglior compromesso fra corazzatura, armamento e prestazioni e ciò portò a incrementare il dislocamento e a basare l'armamento principale su cannoni da 10 pollici (254 mm), costruiti dalle officine Obuchov.
L'apparato propulsivo era composto da due motori a vapore (ciascuno abbinato a un asse) alimentati da 4 caldaie a carbone e 4 caldaie a petrolio. I fumi erano convogliati attraverso due fumaioli.
La nave era stata progettata per dislocare circa 9.000 tonnellate, ma di fatto il peso finale risultò superiore di oltre 1.500 tonnellate con la conseguenza che buona parte della cintura corazzata sulla linea di galleggiamento finì al di sotto di essa.
L'armamento principale era costituito da due torri binate da 254 mm e 4 torri binate da 152 mm.
La Rostislav fu la prima unità russa ad avere un sistema elettrico per il brandeggio dei pezzi, al posto di quello idraulico.
L'armamento era completato da 12 cannoni leggeri da 47 mm e 16 cannoni leggeri da 37 mm, 6 tubi lanciasiluri da 381 mm.
La corazzata trasportava anche 50 mine da utilizzare per proteggersi da attacchi durante lo stazionamento alla fonda.
La protezione era affidata a corazzature in acciaio di tipo Harvey che raggiungevano lo spessore di 368 mm sulla cintura di galleggiamento.

## Storia
La costruzione della Rostislav iniziò nel 1894 presso i cantieri navali Nikolaev nel Mar Nero, anche se la cerimonia ufficiale per l'impostazione avvenne un anno più tardi. L'unità fu varata nel 1896, ma l'allestimento fu rallentato da problemi per l'installazione dell'apparato propulsivo e da ritardi nella consegna dei cannoni da 10 pollici. La corazzata fu completata nel 1900 ma le prove in mare si protrassero fino al giugno del 1902.
L'apparato propulsivo manifestò continui problemi e malfunzionamenti che richiesero vari interventi di modifica e riparazione, fino al punto che l'impianto fu convertito per funzionare solo con il carbone. Questi interventi determinarono un aumento dei pesi con la conseguenza che la cintura corazzata posta a protezione della linea di galleggiamento finì al di sotto di essa.
Assegnata alla Flotta del Mar Nero, il 27 giugno 1905 la nave era al comando del vice ammiraglio Aleksandr Krieger quando si verificò l'ammutinamento della corazzata Potëmkin. Krieger ricevette l'ordine di distruggere i ribelli, tuttavia l'ufficiale preferì astenersi dall'aprire il fuoco perché anche il proprio equipaggio era sull'orlo dell'ammutinamento.
La notte tra l'11 e il 12 giugno 1909, nel corso di un'esercitazione navale, la Rostislav urtò e affondò il sommergibile Kambala. L'incidente provocò la morte di 22 marinai. L'inchiesta stabilì che l'urto fu determinato da un errore di manovra del sommergibile.
Durante la prima guerra mondiale la corazzata fu impegnata in varie operazioni navali nel Mar Nero. Il 6 novembre del 1914 le sue artiglierie colpirono il porto turco di Zonguldak. Nel marzo del 1915 l'unità fornì supporto di fuoco alle operazioni anfibie ad Atina.
Nel luglio del 1916 la Rostislav fu assegnata al gruppo navale basato nel porto di Costanza per supportare le operazioni militari in Romania. La corazzata fu colpita da una bomba durante un attacco aereo tedesco, subendo solo lievi danni. Nel mese di ottobre, in conseguenza della ritirata delle forze russe da Costanza, la nave raggiunse il porto di Sebastopoli.
Con la rivoluzione d'ottobre del 1917 e la conseguente guerra civile che portò alla disgregazione della marina imperiale nei primi mesi del 1918, la Rostislav e altre navi furono abbandonate dagli equipaggi a Sebastopoli. La città fu successivamente occupata dai tedeschi e poi dalle forze francesi e britanniche. Questi ultimi nell'aprile del 1919 sabotarono l'impianto propulsivo della corazzata, immobilizzandola. La nave fu quindi utilizzata come batteria costiera da parte delle forze anticomuniste al comando del barone Pëtr Nikolaevič Vrangel', che la posizionarono nello stretto di Kerč'. In seguito alla sconfitta delle truppe di Vrangel', nel novembre del 1920 l'equipaggio decise di auto-affondare la corazzata per evitare che cadesse nelle mani del nemico.